# スシマス
スシマスは、持ち帰り寿司・弁当を中心に展開する企業。社名は鮨桝食品株式会社。本社は大阪府八尾市。

## 概要
持ち帰り寿司「スシマス」と持ち帰り弁当「米米亭」で知られる。
阪神競馬場内の回転寿司レストラン「鮨舞台」も運営する。
2014年6月現在、近畿に37店舗を展開している。

## 歴史
- 1965年 住吉区で創業（持ち帰りすし1号店が誕生）。
- 同年 新鮨桝食品株式会社を設立（法人設立は1970年）。
- 1978年 現社名に変更する。
- 2006年 本社を住吉区から八尾市に移転。

## CM
CMソングは、キダ・タロー作曲の『スシマス・スシマス・ニコパク・パクニコ・スシマス』である。